# Луїджі Бодіо
Луїджі Бодіо (італ. Luigi Bodio; 1840, Мілан — 1920, Рим) — італійський статистик і політеконом.

## Життєпис
Був професором політичної економії в Ліворно, потім в Мілані, у 1869—1873 роках був професором статистики і комерційної географії в Венеції, а в 1874 році призначений наступником Маестрі на посаді директора італійського статистичного бюро в Римі. Член-кореспондент Петербурзької академії наук c 13.12.1886 по історико-філологічному відділенню (по розряду історико-політичних наук).
У 1895 році став членом-засновником Міжнародного статистичного інституту, в 1909—1920 рр. був його президентом.
З 1876 по 1882 рік він видавав «Archivio di statistica», а потім «Статистичний щорічник Італійського королівства» і «Annali di statistica».

## Вибрана бібліографія
- «Saggio sul commercio esterno terrestre e marittimo del regno d'Italia» (l865);
- «Della statistica nei suoi rapporti coll'economia politica etc.» (1869);
- «Statistique internationale des caisses d'Espagne» (1876).